# Манакін-шилохвіст
Манакін-шилохвіст (Ilicura militaris) — вид горобцеподібних птахів родини манакінових (Pipridae).

## Поширення
Поширений у південно-східній Бразилії. Трапляється на півдні Баїя, а також від штатів Мінас-Жерайс та Еспіріту-Санту на південь до західної частини Парани та північного сходу Санта-Катаріни. Мешкає у підліску вологих передгірних лісів на висоті від 600 до 1200 м далі на півночі ареалу і до рівня моря на півдні.

## Опис
Довжина самиці 11 см, а самця 12,5 см. Птах має виражений статевий диморфізм. Самець зверху чорний з червоними чолом, нижньою частиною спини та крупом і оливковими маховими пір'ями; обличчя сіре, а знизу брудно-біле. Центральні хвостові пера довші. З іншого боку, самиця інтенсивно оливкова зверху, має сірувате обличчя і горло; знизу біла; хвіст менш витягнутий і клиноподібний.

## Спосіб життя
Харчується фруктами та дрібними комахами. Під час токування самці співають, сидячи на вершині своєї території, і влаштовують покази на нерухомих горизонтальних гілках, літаючи вздовж них і петляючи взад-вперед. Самиці будують чашоподібне гніздо на деревах, де відкладають два-три яйця.